# Parafia św. Hiacynty i Franciszka w Kielcach
Parafia Świętych Hiacynty i Franciszka w Kielcach-Malikowie – parafia rzymskokatolicka w Kielcach. Należy do dekanatu Kielce-Zachód diecezji kieleckiej. Założona w 2000 roku. Jest obsługiwana przez księży diecezjalnych. Mieści się przy ulicy Piekoszowskiej, na osiedlu Czarnów.